# Zita Bareikytė
Zita Bareikytė (Joniškis, 26 augustus 1945) is een voormalig basketbalspeelster die uitkwam voor het nationale basketbalteam van de Sovjet-Unie.

## Carrière
Bareikytė speelde haar gehele carrière van 1964 tot 1973 voor Kibirkštis Vilnius. Ze werd in 1969, 1971 en 1972 derde om het landskampioenschap van de Sovjet-Unie. In 1973 stopte ze met basketbal.
In 1968 won Bareikytė met de Sovjet-Unie de gouden medaille op het Europees kampioenschap in 1968.

## Erelijst
- Landskampioen Sovjet-Unie:
  - Derde: 1969, 1971, 1972
- Europees kampioenschap: 1
  - Goud: 1968